# Micky Green
Micky Green, pseudonimo di Michaela Maree Gehrmann (Sydney, 28 giugno 1984), è una cantante australiana.

## Biografia
Nata nella più grande metropoli australiana da genitori di origini tedesche e olandesi, Micky Green si è avvicinata alla musica grazie al padre, che suonava la chitarra; ha successivamente imparato a suonare la batteria e il pianoforte, affiancando la passione per gli strumenti alla composizione dei suoi primi inediti nell'adolescenza. Ha fatto parte di un gruppo jazz al femminile mentre frequentava la Asquith Girls High School. Micky Green ha inizialmente lavorato come modella, impiego che l'ha portata a trasferirsi a Parigi nel 2005.
Il suo album di debutto, White T-Shirt, è uscito nel 2007 e ha raggiunto la 12ª posizione della classifica francese. L'anno successivo è stato certificato disco d'oro dal Syndicat national de l'édition phonographique per aver venduto più di 75 000 copie a livello nazionale. Ha prodotto un singolo di successo, Oh!, che è arrivato 12º in classifica in Francia.
Pur non abbandonando il suo impiego di modella (a fine anni 2000 ha infatti posato per Christian Dior e Diesel), in seguito al successo ottenuto con l'album di debutto si è concentrata principalmente sulla sua carriera musicale, arrivando a pubblicare, nel 2010, il secondo disco, Honky Tonk. Pur non riuscendo ad equiparare il successo del precedente, né fra il pubblico né fra i critici musicali, ha raggiunto il 35º posto della classifica francese. Il terzo album della cantante, intitolato Daddy, I Don't Want to Get Married..., è uscito nel 2013, e ha trascorso una sola settimana in classifica in Francia al 158º posto.

## Discografia

### Album
- 2007 - White T-Shirt
- 2010 - Honky Tonk
- 2013 - Daddy, I Don't Want to Get Married...

### Singoli
- 2007 - Oh!
- 2007 - Shoulda
- 2010 - T.L
- 2013 - In Between (Temporary)
- 2015 - Don't Stop Me Now